# Arctic (fruit)
Pour les articles homonymes, voir Arctic.

Logo Arctic Apples.

« Arctic » est le nom donné à une série de cultivars de pommiers domestiques génétiquement modifiés, produits par la société canadienne Okanagan Specialty Fruits (Colombie-Britannique). Ces variétés contiennent un caractère de non-brunissement introduit par la biotechnologie,, développé par un procédé de modification génétique et de sélection de précision.
Pour obtenir le caractère de non-brunissement des pommes, on a eu recours à l'extinction de gène pour inhiber l'expression de la polyphénol-oxydase, empêchant ainsi le fruit de noircir après une coupe ou une meurtrissure.
Les variétés 'Golden Delicious' et 'Granny Smith' ont été les premières à bénéficier de cette modification, mais toute variété de pomme peut être modifiée de la même manière.
Les pommes modifiées pour éviter le noircissement sont censées présenter de nombreux avantages pour la chaîne logistique, notamment par la réduction des déchets et rebuts, les applications de coupe en frais et la commodité des consommateurs

## Processus d'autorisation aux États-Unis et au Canada
Aux États-Unis, ces pommes, comme tout aliment produit par des procédés de biotechnologie, doivent être approuvées par le Service d'inspection sanitaire des animaux et des plantes (APHIS, Animal and Plant Health Inspection Service) rattaché au département de l’Agriculture des États-Unis (USDA), avant qu'elles puissent être mises sur le marché.
Au Canada, l'Agence canadienne d'inspection des aliments (ACIA) et Santé Canada sont responsables de l'approbation.
Les procédures d'examen de ces variétés sont en cours dans les deux pays en 2012, et aucun arbre ne pourra être commercialisé avant l'approbation officielle.
Si elles sont autorisées, ce seraient les premières variétés de pommiers génétiquement modifiées mises sur le marché en Amérique du Nord,.
Les pommes « Arctic » ont eu un grand retentissement médiatique lorsque l'ACIA a publié sur son site internet (le 2 mai 2012) la demande d'autorisation au Canada soumise par Okanagan, sollicitant les commentaires du public.
L'USDA a également publié les 163 pages de la demande d'Okanagan en vue de leur autorisation aux États-Unis, sollicitant également des commentaires.
Cela attira à nouveau l'attention des médias, à commencer par un article du New York Times, intitulé That Fresh Look, Genetically Buffed, suivi de nombreux autres papiers.
En cas d'approbation, on estime que les pommes « Arctic » se retrouveraient sur les étals des supermarchés d'Amérique du Nord au plus tôt en 2014-2015.
Aux États-Unis, le Service d'inspection sanitaire des animaux et des plantes (APHIS) a décidé la deregulation (autorisation) de deux variétés de pommes 'Artic Golden' et 'Artic Granny' à compter du 18 février 2015. Ces variétés sont considérées comme ne présentant vraisemblablement aucun risque pour l'agriculture et l'environnement humain. Une troisième variété, 'Arctic Fuji', a été autorisée le 23 septembre 2016.
Au Canada, les deux variétés 'Artic Golden Delicious' et 'Artic Granny Smith' ont été approuvées en mars 2015 par Santé Canada et par l'Agence canadienne d'inspection des aliments (ACIA).